# 陈肇源
陈肇源（1918年—），广东省順德縣(今順德區)人，中华人民共和国政治人物。

## 家世
父親陳季芳，母親董惠珠，妻子馬蘭森。

## 學歷
1938年入延安抗日軍政大學（全稱「中國人民抗日軍事政治大學」，簡稱「抗大」）學習，後畢業於該校。

## 經歷
1936年參加中華民族解放先鋒隊。1938年入延安抗大學習。次年加入中國共產黨。曾任八路軍一二0師教導團政治教員，抗大七分校政治部秘書主任，晉綏軍區司令部、第十八兵團司令部秘書。

## 外交經歷
1958年，任中华人民共和国外交部国际司副司长。1971年，任中华人民共和国驻缅甸大使。1973年，任中华人民共和国驻西班牙特命全权大使。1976年，任中华人民共和国驻印度共和国特命全权大使。1983年，任中华人民共和国驻大不列颠及北爱尔兰联合王国特命全权大使。